# 索諾馬州立大學

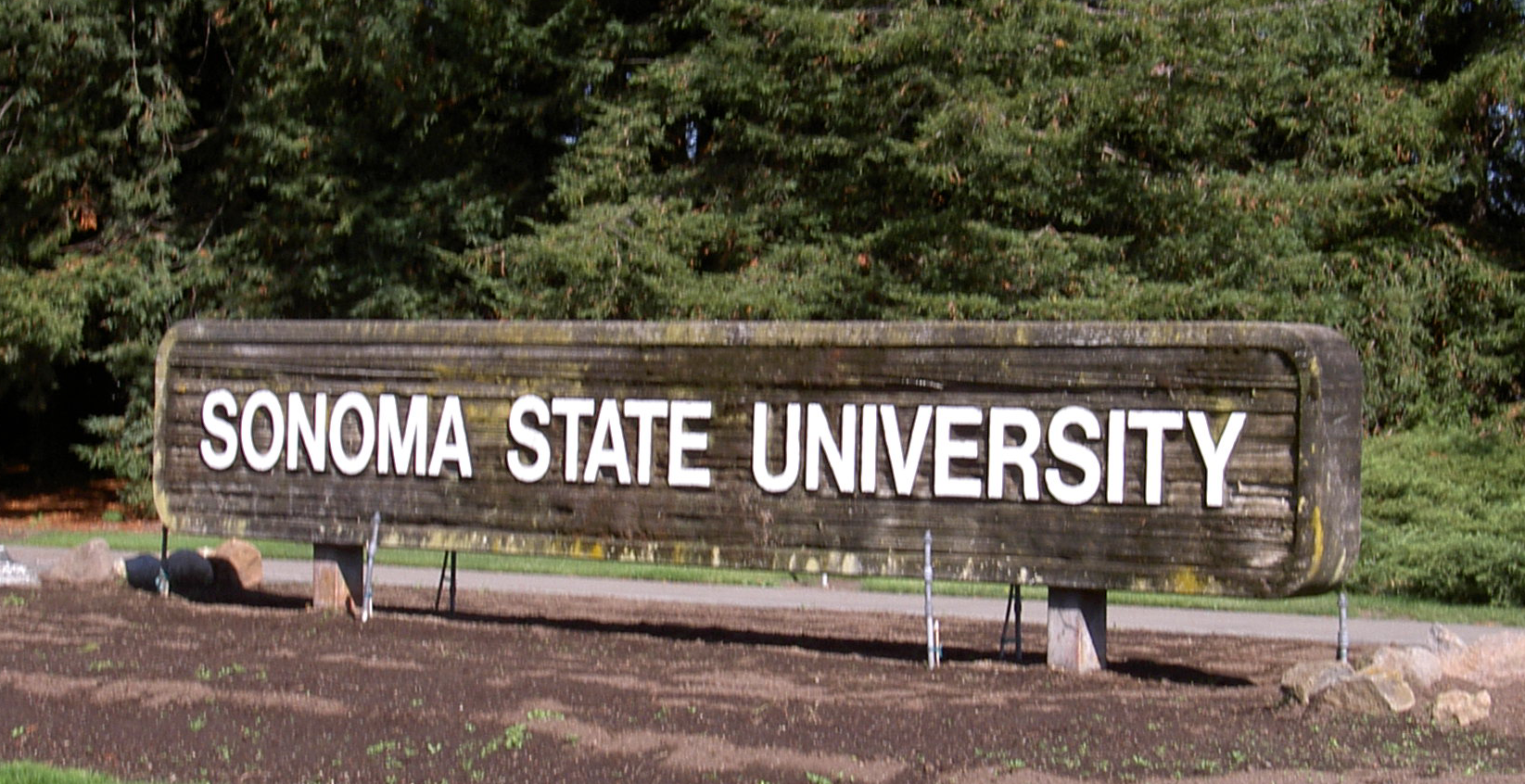
校區大門

索諾馬州立大學（Sonoma State University，縮寫：SSU、Sonoma State或Sonoma）是加利福尼亞州立大學系統內、位於美國加利福尼亞州索諾馬縣羅內特帕克的一所公立大學，成立於1961年， 1966年搬至現址并開始頒發學位。 2015年《美國新聞與世界報道》將其排在“西部地區大學”中的第43位。

## 外部連結
- 官方网站

38°20′23″N 122°40′31″W / 38.33972°N 122.67528°W